# جعفر الأصغر
جَعْفَر اَلأصْغَر بنُ عَبدُ الله اَلمَنْصُور (توفي 809) هو أميرٌ عَبَّاسيّ، وُلِد في فترة خِلافة أبيه الخَليفة أبوُ جَعْفَر اَلمَنْصُور، وسَمَّاه بالأصْغَر وذلك تمييزاً عن أخيه غَير اَلشَّقيق جَعْفَر اَلأكْبَر، أمُهُ هي أُمُ وَلَد كُرْديَّة، حَجَّ في النَّاس في زَمَن اِبنَ أخيه اَلخَليفة هارُون الرَّشيد عام 188 هـ / 803، كان لَدَيه ميل إلى فِكر اَلْمُعْتَزِلة ولديه أصحاب من الكَلاميَّة.
لم يتولَّ جَعْفَر أيَّة مسؤوليَّات ويبدو أنه كان بَعيداً عن مَسائل السَّياسَة، أنجَبَ 6 أولاد هُم مُحَمَّد ومُوسَى وصَالِح وإبْرَاهيِم وأمُ عَبدَ اِلله ولُبَابَة.